# Avodah Zarah
Avodah Zarah (ebraico: "culto straniero" col significato di "idolatria" o "culto strano, anomalo") è il titolo di un trattato della Mishnah e del Talmud, parte dell'Ordine di Nezikin, il quarto Ordine  dei citati Testi ebraici, che esamina le leggi del diritto civile e penale con riferimento ai danni.  La materia principale esaminata in questo trattato riguarda gli ebrei che vivono tra i Gentili e includono le norme che regolamentano l'interazione tra le parti, specificamente tra ebrei e "idolatri" (che rappresentavano la maggioranza della popolazione durante il tempo del Talmud) sia per prevenire gli ebrei dal commettere atti di idolatria di qualsiasi tipo, sia per prevenire il rischio di assimilazione culturale da parte degli ebrei stessi.

## Analisi
A causa dei suoi contenuti, Avodah Zarah è stato probabilmente il trattato più controverso del Talmud e storicamente è stato fatto centro di grande critica da parte della Chiesa cristiana. I cristiani ritengono che la polemica del trattato si rivolga contro di loro, rappresentandoli come idolatri e gente immorale. La posizione ortodossa tradizionale è stata quella di affermare che il trattato era stato composto nei tempi della persecuzione romana e che questo è il significato di "idolatria" contenuto nel trattato stesso.
La collocazione del trattato nell'Ordine dei "Danni" rende chiaro l'atteggiamento dei Saggi verso l'idolatria. Seguendo l'idolatria la persona viene vista come se in effetti negasse la Creazione di Dio e causasse quindi un danno reale alle forze spirituali della Creazione. Il trattato inoltre ha l'effetto di spostare l'azione di idolatria da una nozione puramente astratta ad una vera e propria trasgressione con effetti tangibili e punizioni, alla stregua di furti e falsi giuramenti.
La Mishnah era stata compilata in maggior parte dopo la disastrosa rivolta di Bar Kokhba. Questo era un periodo di paganizzazione rampante per la Giudea trasformata nella provincia romana di Siria Palestina. Città venivano rifondate come città greche con templi municipali; Bet Guvrin diventò Eleutheropolis, Emmaus diventò Nicopoli, Lydda Diospolis, Beit She'an Scythopolis e così via. Vennero costruiti templi a Aelia (Gerusalemme), Sebaste (Shomron, Samaria), Neapolis (Nablus), Caesarea, Scythopolis, Gadara e Hippos. Come dovevano comportarsi gli ebrei in città pagane, dove sacrifici pubblici erano all'ordine del giorno nella vita comunale? Probabilmente molti si assimilarono, mantenendo o meno qualche forma di identità ebraica. Altri forse si avvantaggiarono del rescritto di Settimio Severo e Antonino (Caracalla) che permetteva agli ebrei di assumere posizioni municipali e non li costringeva ad agire contro la propria superstitio. I rabbini stessi non erano contrari a certi compromessi - Gamaliele è noto per aver asserito che ci si poteva immergere in un bagno pubblico adornato da una statua, poiché "Non diciamo, facciamo le terme quale ornamento per Afrodite, bensì facciamo [una statua di] Afrodite per ornare le terme". (Avodah Zarah 3:4, 44b).
Nella Babilonia sasanide, quando il Talmud si stava formando, la religione dominante era una forma di Zoroastrismo che comprendeva il culto del fuoco e che gli ebrei consideravano idolatra. Molti ebrei fecero del loro meglio per prendere le distanze dalle celebrazioni pagane, e la Mishnah offre uno scorcio degli attriti sociali che si dovevano esser generati nelle città dove erano celebrati i culti pagani. La Gemara estende gli insegnamenti della Mishnah alla situazione babilonese. I cristiani si trovavano ad affrontare problemi analoghi, sebbene alla fine adottassero molte delle celebrazioni locali dando loro nuovi significati come giorni dei santi patroni.

## Relazioni con il cristianesimo
Nel Medioevo l'intero trattato fu espurgato da molte edizioni europee per intervento dei censori cristiani e divenne estremamente difficile ottenerne una copia. Dove era disponibile, conteneva più passi censurati di tutti gli altri trattati della Mishnah e del Bavli messi insieme.  Certamente, nonostante il fatto che molte delle leggi siano osservate tutt'oggi, altre non sono più considerate o ritenute sorpassate dai rabbini più liberali.
Tuttavia Rabbi Avrohom Yeshaya Karelitz e lo storico e accademico David Berger ritengono che il trattato includa anche il cristianesimo quale forma di idolatria:
Anche gli ebrei medievali avevano capito molto bene che il cristianesimo era avodah zarah di tipo speciale. I Tosafisti affermano che, sebbene il cristiano che pronuncia il nome di Gesù in un giuramento stia affermando il nome di "un altro dio", è comunque il caso che quando i cristiani dicono la parola "Dio", hanno in mente il Creatore del cielo e della terra. Alcune autorità successive hanno considerato la continuazione di quella Tosafot a significare che questa forma speciale di avodah zarah è vietata agli ebrei, ma ammessa ai gentili, in modo che un non-ebreo che osserva il culto cristiano non commette peccato.
La maggioranza della chiese cristiane permette la creazione artistica di oggetti di culto. Nel corso della storia molte immagini di Gesù Cristo sono state ritratte, dipinte, scolpite, modellate e fuse. Queste immagini artificiali vengono spesso diffuse e poste nelle menti dei fedeli in preghiera, provocando così i comandamenti divini in Esodo 34:11-27, Deuteronomio 5:6-9 , Esodo 20:2-5. È il segno, marchio o pensiero che viene inculcato nella fronte (mente) e nelle mani (azioni) che costituisce la violazione dell'Alleanza e quindi il "culto strano".

## Mishnah
Il trattato è composto da cinque capitoli. La quantità di mishnayot è secondo la numerazione standard; tuttavia differenti versioni suddividono le mishnayot individuali o le ricombinano e anche l'ordinamento dei capitoli può variare.
Capitolo 1 (nove mishnayot) tratta delle proibizioni di commerciare con idolatri durante i loro festival (in modo da non esser complici nella festività) e degli articoli che non si possono vendere agli idolatri (che praticamente sono tutti quegli articoli che un idolatra potrebbe offrire in una celebrazione idolatra o commetterci un atto immorale). Quindi il comandamento principale esaminato nel capitolo è il lifnei iver.
Capitolo 2 (sette mishnayot) esamina le precauzioni contro la violenza e l'immoralità degli idolatri e gli articoli che si possono o non si possono acquistare dagli idolatri. Sono incluse quelle categorie di oggetti che possono essere sottoprodotti di cerimonie idolatre e gli alimenti il cui stato di kashrut è difficile da identificare.
Capitolo 3 (dieci mishnayot) esamina le leggi sugli idoli e le immagini, compresa Asherah. Dettaglia quindi le distinzioni tra uso proibito e uso permesso di vari aspetti e condizioni di articoli idolatrici.
Capitolo 4 (dodici mishnayot) tratta degli articoli ausiliari del "markulis" (una deità romana che consisteva di un cumulo di pietre e il culto veniva officiato lanciando sassi sul cumulo) e altri idoli, l'annullamento di un idolo (effettuato da un idolatra che deliberatamente deturpa il suo idolo) e le leggi che specificano la proibizione d'uso del Yayin Nesech (vino toccato/contaminato da gentili).
Capitolo 5 (dodici mishnayot) continua a spiegare le proibizioni di yayin nesech e la purificazione degli utensili usati da idolatri.

## Talmud Bavli

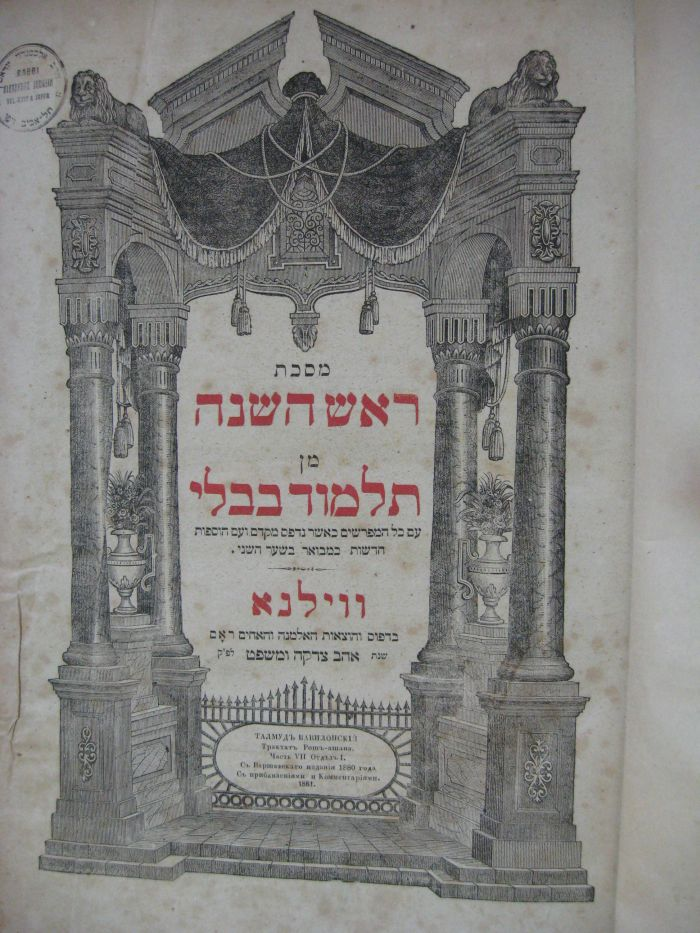
Frontespizio del Talmud babilonese di Vilna

La Gemara di Avodah Zarah fu in passato l'obiettivo principale di controversie e critiche. Di tutti i testi dell'ebraismo rabbinico questo è probabilmente quello del quale è più difficile ottenere una versione "autentica" siccome quasi tutte le pagine hanno avuto imposta la censura cristiana. Nella versione standard del Talmud di Vilna il trattato è composto da 76 fogli. In termini di lunghezza effettiva della Gemara Avodah Zarah è abbastanza vicino al centro, in quanto trattato di "media" lunghezza.
Qui di seguito un breve sommario delle materie principali esaminate in ciascun capitolo. Poiché lo scopo principale della Gemara è di spiegare e commentare la Mishnah, ciò viene qui sottinteso e i contenuti che si citano qui appresso non sono quelli menzionati direttamente dalla Mishnah ma il rispettivo commentario (che è comunque molto difficile da riassumere in poche righe). I riferimenti ai fogli sono approssimativi e senza riferimento di facciata (cioè Foglio a o b - recto o verso).
Capitolo 1 (fogli 2-22)
Il trattato si dedica con fervore a narrare una lunga serie di aggadah e abbonda di materiale biblico, come per esempio la condizione delle nazioni nel Mondo a venire (2), l'Alleanza Noachica e la risata di Dio (3), l'ira divina e le metodologie di punizione sia per gli ebrei che per i gentili (4), il peccato del Vitello d'oro e la sua relazione con l'immortalità (5), un resoconto della storia degli ebrei nel periodo della distruzione del Secondo Tempio (8-9), la natura dell'eresia e le storie del martirio di certi eminenti rabbini durante le persecuzioni romane (16-18) e una dettagliata esposizione del Salmo 1 (19). Il materiale halakhico relativo al contenuto principale del trattato comprende le leggi in merito al partecipare al matrimonio di un idolatra (8), compiere un atto che appare come idolatria (12), beneficiare l'idolatria (13) e la vendita di armi a idolatri (15). Materiale Halakhico meno legato al contenuto principale comprende il pregare per se stessi (7), datare documenti (10), ciò che può essere bruciato al funerale di un re ebraico (11), provocare un'imperfezione ad un animale prima e dopo la distruzione del Tempio (13) e la vendita di materiali ad una persona sospettata di trasgredire le leggi dell'Anno sabbatico ("Shmita") (15).
Capitolo 2 (fogli 22-40)
Questo capitolo è simile al precedente per lunghezza e diversità di contenuti. Il materiale halakhico relativo al trattato comprende le leggi dell'acquisto di un animale da un idolatra per un sacrificio (23-24), le circoncisioni effettuate da idolatri (27), lo stato della birra fatta da gentili (31), lo sterco di bue destinato all'idolatria (34) e il divieto di rapporti (anche sessuali) coi gentili (36). Materiale halakhico meno inerente al trattato comprende le leggi per l'ebreo apostata (26-27), una sezione speciale che illustra nei particolari molti rimedi medicinali di epoca talmudica (28-29), i problemi di sicurezza/contaminazione nel lasciare acqua/vino scoperto (30), il procedimento per soprassedere alla sentenza di un tribunale rabbinico (37) ed i dettagli più precisi per riconoscere pesce kosher (39-40). C'è anche qualche contenuto aggadico che descrive la restituzione dell'Arca dopo la sua cattura da parte dei Filistei (24) e la storia del sole che si ferma per Giosuè (25).
Capitolo 3 (fogli 40-49)

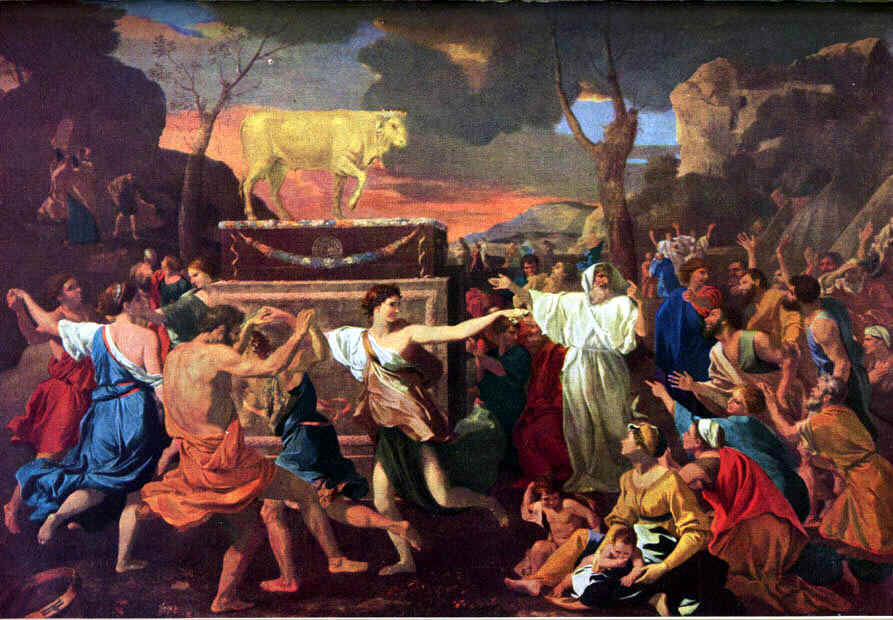
Adorazione del Vitello d'oro di Nicolas Poussin

Questo capitolo si occupa principalmente della Mishnah e di altre leggi in materia di idolatria, compresa la condizione di un idolo infranto per accidente (41) e le conseguenze di adorare vari oggetti (46-47). C'è un breve paragrafo aggadico sulla corona che portava Re Davide (44).
Capitolo 4 (fogli 49-61)
Questo è un capitolo halakhico che si concentra sulla Mishnah. Tra le leggi trattate ci sono quelle sull'idolatria del sacrificio a idoli (51), prodotti alimentari e contenitori associati con l'idolatria (52), lo scambio di un idolo (54) e lo stato di un bambino gentile che serve e versa vino idolatra (57). Materiale halakhico estraneo alla Mishna include le attività consentite e vietate in anno sabbatico e casi di rabbini che emettono sentenze per specifiche comunità che seguono le proprie opinioni/interpretazioni (59).
Capitolo 5 (fogli 62-76)
Anche questo è un capitolo halakhico che esamina la Mishnah e una quantità di temi relativi al vino dei gentili. Alcune di queste materie sono trattate brevemente, altre sono composte da fogli che si collegano l'un l'altro in unità logiche sequenziali difficili da riassumere in sinossi. Una parte del materiale halakhico considera la questione dell'idolatria connessa col vino idolatra e l'apertura forzata del vino da parte di idolatri (70) e il getto di vino mentre lo si versa (72). Altro materiale include le leggi del compenso della prostituta (62-63), la definizione di Ger Toshav (64), l'acquisto di proprietà da parte di gentili (71-72) e accordarsi sui prezzi nelle trattative (72). C'è un paragrafo aggadico dove un rabbino spiega i meriti del Mondo a venire ad un amico gentile.